# Mariage civil
Pour les articles homonymes, voir Mariage (homonymie).
Pour un article plus général, voir Mariage.

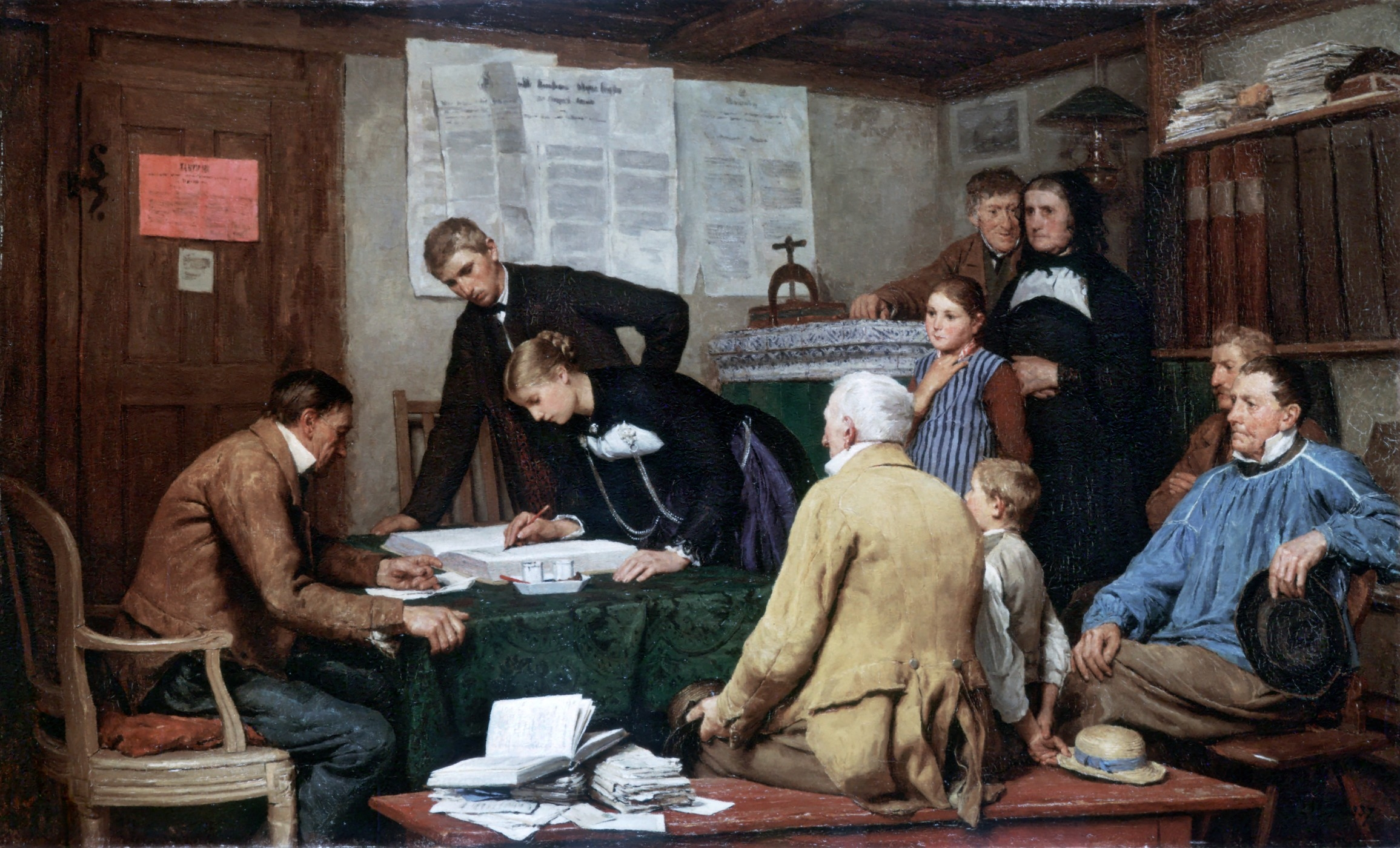
Mariage en Suisse (Albert Anker, 1887).

Le mariage civil est un mariage officialisé par une autorité publique d'un État, à la différence du mariage coutumier et du mariage religieux. Selon les juridictions, il peut être obligatoirement l'union d'un couple d'un homme et d'une femme, s'étendre aux personnes de même sexe ou être polygame.
Dans certains pays l'institution du mariage civil répond à une volonté de dégager le mariage de l'influence des institutions religieuses et s'inscrit dans le mouvement de séparation de l'Église et de l'État, qui débute au XVIIIe siècle. Le mariage civil n'exclut pas le mariage religieux. Cependant, en France, en Belgique ou en Suisse, notamment, il est même un préalable obligatoire à la célébration de toutes cérémonies religieuses. Dans certains États, c'est le contraire : le mariage religieux peut être exigé pour la validité du mariage civil (ce fut longtemps le cas en Grèce, à Chypre, en Turquie)[réf. nécessaire]. Dans d'autres cas, le mariage civil doit être célébré en présence de représentants religieux (nombreux États américains).

## Mariage civil et mariage religieux
Dans de nombreux systèmes juridiques, le mariage civil se déroule en même temps que la cérémonie du mariage religieux, même si les deux sont théoriquement distincts. Ainsi, dans la plupart des États américains, mais aussi au Royaume-Uni, en Irlande et en Pologne, le mariage est célébré par un prêtre, un pasteur, un rabbin ou toute autre autorité religieuse qui officie également comme un agent public. Dans certains pays, comme l'Argentine, la Belgique, la France, la Russie, la Suisse ou la Turquie, il est nécessaire que le mariage civil ait été célébré avant que ne se déroule la cérémonie religieuse.
Selon Irène Théry, sociologue au CNRS, « le mariage n'est pas un simple outil de gestion du couple mais une institution de l'ordre symbolique dans lequel se différencient les sexes et les générations ». Certains États admettent un mariage civil dans des circonstances où il est interdit par la religion : un des contractants a eu un divorce prononcé civilement après un premier mariage dans la même religion, union civile, mariage entre personnes de même sexe. Inversement, il existe des cas dans lesquels la cérémonie religieuse n'est pas reconnue par les autorités civiles. Des formes de mariage civil différentes du modèle majoritaire fondé sur l'union d'un homme et d'une femme sont reconnues dans certains États. Au début du XXIe siècle, dix pays occidentaux ainsi que quelques États américains et la ville de Mexico ont reconnu le mariage entre personnes de même sexe ou une « union civile » entre personnes de même sexe donnant les mêmes droits que le mariage. 
Certains États comme le Sénégal autorisent le mariage civil polygame mais l'homme doit choisir avant de se marier s'il souhaite faire un mariage monogame ou polygame et ne peut pas revenir sur sa décision une fois qu'il a choisi.
Certains États, comme le Yémen, autorisent le mariage entre un homme adulte et une mineure.

## Célébration et cérémonie laïque
Dans le cas où le mariage civil n'est pas associé à une union et une cérémonie religieuse, les mariés font de plus en plus souvent le choix d'une célébration laïque. Ces cérémonies sont libres et personnalisées. Elles reprennent certains codes des cérémonies religieuses, s'autorisant néanmoins une grande liberté. La cérémonie peut ainsi se tenir en intérieur ou en extérieur, auquel cas le décor est souvent champêtre, floral et bucolique. Elle est présentée par un officiant ou maître de cérémonie, choisi par les mariés. Des témoignages, chants et séquences de toute nature ponctuent un rituel, auxquels assistent mariés et invités, vêtus dans un code vestimentaire assoupli. Un nouveau style de robes de mariée plus simples a vu le jour, intermédiaires entre les robes courtes privilégiées pour les mariages en mairie et les longues robes de mariée à traine, plus traditionnelles.

## Mariage civil dans le monde

### Europe

#### Allemagne
En Allemagne, c'est le Chancelier Otto von Bismarck qui a introduit le mariage civil (Zivilehe) en 1875. Avec cette loi, la déclaration du mariage auprès d'un officier de l'administration est devenue la seule procédure pour que le mariage soit légal et valide. Parallèlement, la loi a réduit le mariage religieux à une cérémonie privée, non obligatoire.
Depuis le 1er janvier 2009, le mariage religieux n'a plus de lien avec le mariage civil. Un mariage religieux prononcé avant ou après le mariage civil n'aura aucune incidence sur le mariage civil. Le mariage religieux ne sera ni sanctionné ni pris en compte.

#### Autriche
En Autriche, le mariage civil apparaît en 1783,.

#### Belgique
Les dispositions légales relatives au mariage civil font l'objet des articles 63 à 76 du Code civil. L'article 21 de la Constitution dispose que le mariage civil doit précéder l'éventuel mariage religieux. La cérémonie du mariage est organisée dans la maison communale de la commune de résidence de l'un des deux futurs époux et est présidée par l'officier d'état civil. 

#### Espagne
En Espagne, les époux peuvent choisir un mariage religieux sans avoir à passer devant le maire avant. Ils signent à la fin de la cérémonie religieuse l'acte de mariage que l'Église envoie aux autorités civiles. 

#### France

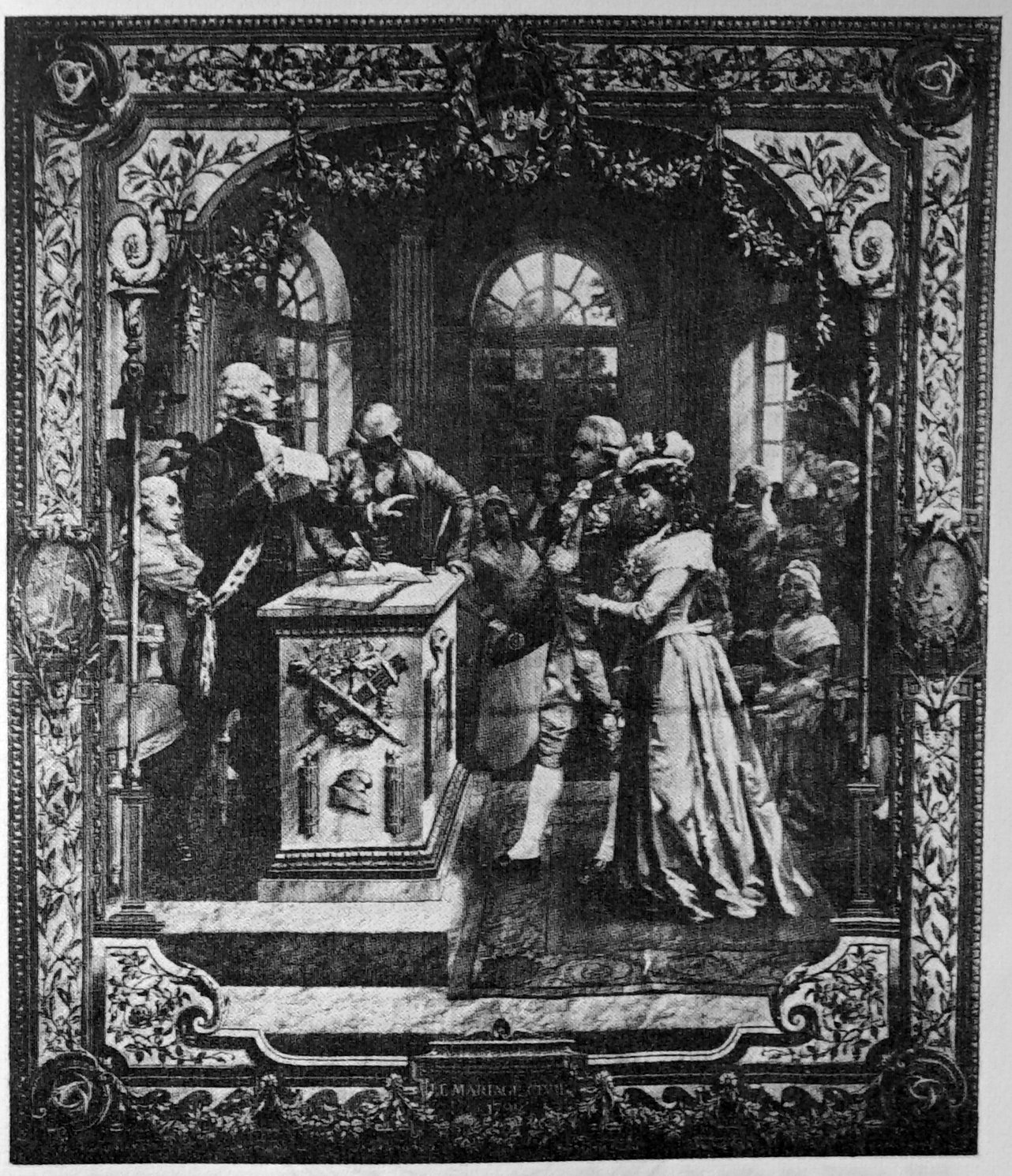
Un mariage civil en 1792.

En France, jusqu'en 1787 (édit de Versailles), le mariage était à la fois civil et religieux, et le clergé était chargé par l'Etat de tenir les registres de mariage (ordonnance de Blois). La première application officielle de la distinction du mariage civil du mariage religieux vient d'une loi du 20 septembre 1792 qui laïcise l'État civil français ( Voir le texte sur Wikisource). 
L'ensemble des règles relatives au mariage civil (conditions, empêchements, formalités, oppositions, nullité, obligations, dissolution) est énoncé par le Code civil (Livre 1er, Titre V). À compter du 19 novembre 2016, la célébration du mariage civil ne doit plus obligatoirement se dérouler dans la mairie mais peut être effectuée dans un bâtiment communal.
La cérémonie du mariage religieux n'est pas exclue, mais elle n'est pas obligatoire et elle doit intervenir après le mariage civil. L'article 433-21 du code pénal punit d'un an d'emprisonnement et de 7 500 euros d'amende tout ministre d'un culte qui procède, de manière habituelle (c'est-à-dire à partir de la seconde fois,,), aux cérémonies religieuses de mariage sans que lui ait été justifié l'acte de mariage préalablement reçu par les officiers de l'état civil. Plusieurs juristes affirment que cette obligation serait contraire à la liberté religieuse (notamment à l'article 9 de la Convention européenne des droits de l'homme),,,.
En France, le mariage de personnes de même sexe est autorisé depuis le 17 mai 2013 (voir mariage homosexuel en France).
Le mariage doit avoir lieu dans la commune où l'un des deux futurs époux a son domicile ou sa résidence. Depuis le 17 mai 2013, il est aussi possible pour les époux de se marier dans la commune où réside l'un de leurs parents.

#### Pays-Bas
C'est en 1850 que les Pays-Bas reconnaissent le mariage civil.

#### Royaume-Uni
Officiellement, le mariage civil est apparu au Royaume-Uni en 1563, mais il a mis du temps avant d'être définitivement reconnu dans les différentes nations (Angleterre, Pays de Galles, Irlande du Nord et Écosse).
Les mariages civils et religieux ont coexisté, même si le premier était peu usité, jusqu'à la fin du XVIIIe siècle. Puis, le mariage civil a disparu avec le Marriage Act de 1753. Jusqu'en 1836, seuls les mariages célébrés par l'église d'Angleterre, les quakers ou les juifs étaient reconnus. Par la suite, le Marriage Act de 1836 a introduit le mariage civil, en permettant également aux représentants d'autres religions (les non-conformistes et les catholiques) d'enregistrer officiellement des mariages. 
Au Royaume-Uni, il est question de cérémonies civiles et cérémonies religieuses, mais il n'y a qu'un mariage (soit purement civil, soit civil et religieux). Ainsi, lors d'une cérémonie religieuse, le mariage est enregistré par un officier de l'état civil (registrar) ou par une autre personne autorisée (authorised person) qui peut être le ministre du culte.

#### Suisse
Un mariage religieux ne peut aujourd'hui être célébré que sur présentation du certificat de mariage délivré par l'État civil. Cette obligation avait été introduite en 1874, pour consacrer la laïcité du mariage (Kulturkampf). Dans le cadre de la procédure de révision du droit du mariage, le Conseil fédéral a souhaité la maintenir. Le Code civil suisse précise donc que « Le mariage religieux ne peut précéder le mariage civil ».
Les couples de même sexe pouvait conclure jusqu'en 2022 un « partenariat enregistré » qui donnait généralement les mêmes droits que le mariage, sauf en ce qui concerne les enfants. Depuis le 1er juillet 2022, le mariage est ouvert aux couples de même sexe et remplace le partenariat enregistré et les restrictions concernant l'adoption sont levées.

### Amériques

#### Canada
Au Canada, il faut attendre 1973 pour qu'apparaisse un mariage civil. Selon la Constitution du Canada, le gouvernement fédéral a l'autorité exclusive sur les questions de mariage et de divorce. Toutefois, les provinces ont le pouvoir de voter des lois régissant l'organisation de la cérémonie du mariage. Les mariages peuvent être civils ou religieux. Ils peuvent être célébrés par des membres du clergé désignés par le Ministre de la Justice de la province où a lieu le mariage comme célébrant autorisé, un célébrant autorisé pour un seul mariage par le ministre de la justice d'une province à la demande des époux (un proche), des juges, des juges de paix ou des greffiers, des notaires.
En droit civil québécois, trois régimes matrimoniaux existent : le régime de la société d'acquêts, le régime de la séparation des biens et le régime de la communauté de meubles et d'acquêts.

#### Brésil
Au Brésil, le mariage civil apparaît en 1890 à la suite de la Proclamation de la République, instituant la séparation de l'Église Catholique et de l'État. Il est régi par le Código Civil (Code Civil brésilien). Il est obligatoirement monogamique, entre deux sexes différents, avec un âge minimum de 16 ans. L'acte est enregistré par un Officier d'état civil (Cartorio de Registro Civil) du lieu de l'un des contractants s'il a lieu au pays (entre sujets brésiliens ou brésilien et étranger) ou au Consulat du Brésil s'il a lieu à l'extérieur. Le mariage peut être suivi d'une cérémonie religieuse. L'Église Catholique ne reconnaît ni le divorce civil, ni les mariages civils postérieurs éventuels. Un mariage religieux effectué sans mariage civil n'a aucune valeur légale et l'union équivaut alors à un concubinage aux yeux de la loi.

### Asie et Océanie

#### Liban
Au Liban, la notion de mariage civil est apparue en 1936, sous le mandat français. Toutefois, le mariage civil est limité puisqu'il ne concerne que les citoyens ayant contracté un mariage civil hors du Liban. Ainsi, le Liban reconnaît les mariages civils étrangers, mais sur le territoire libanais seul le mariage religieux est possible. Cependant, le projet d'acceptation du mariage civil au Liban est en cours de discussion. Le Liban serait le seul pays du Moyen-Orient à tolérer ce genre de cérémonie.

#### Israël
En Israël, seuls les mariages religieux (devant un rabbin pour les Juifs, un imam pour les musulmans, etc.) peuvent être célébrés sur le territoire israélien. Le mariage civil n'existe pas, mais Israël reconnaît la validité des mariages effectués à l'étranger. Ceci permet aux Israéliens ne voulant pas, ou ne pouvant pas se marier devant une institution religieuse de le faire en dehors du territoire (en général sur l'île voisine de Chypre) pour se voir reconnus comme mariés de retour en Israël. Cette situation concerne notamment de nombreuses personnes se définissant comme juives mais non reconnues comme telles par le rabbinat, et tous les cas de mariages dits "mixtes" (judéo-musulman, judéo-chrétien, islamo-chrétien, etc.).